# Jean-Gabriel Asfar
Jean-Gabriel Asfar (ar. جان غبريال أصفر, ur. 16 listopada 1917 w Kairze, zm. 19 października 2010 w Neuilly-sur-Seine) – egipski szermierz, brązowy medalista mistrzostw świata.
Podczas mistrzostw świata w Kairze w 1949 roku Egipcjanie w składzie: Salah Dessouki, Mohamed Abdel Rahman, Mahmoud Younes, Mauris Shamil i Jean-Gabriel Asfar zajęli trzecie miejsce w szpadzie drużynowej. Był to jego jedyny medal wywalczony w zawodach tego cyklu.
Wystąpił na igrzyskach olimpijskich w Londynie w 1948 roku, gdzie w szpadzie drużynowej i indywidualnej dotarł do ćwierćfinałów. Były to jego jedyne starty olimpijskie.